# The Devil's Hand (film 2014)
The Devil's Hand è un film del 2014 diretto da Christian E. Christiansen.

## Trama
6 giugno 1994. In una comunità Amish, sei donne partoriscono sei bambine, facendo così diffondere il timore che un'antica profezia possa avverarsi: sei ragazze nasceranno il sesto giorno del sesto mese e solo una, compiuti i diciotto anni, diventerà la "mano del Diavolo". Le giovani crescono all'oscuro della profezia e, con l'avvicinarsi del loro diciottesimo compleanno, vengono costantemente controllate dalla comunità, in particolare dall'Anziano Beacon, che vede ogni azione irreligiosa come la prova che una di loro è al servizio di Satana. Intanto, una figura misteriosa inizia ad uccidere le ragazze una ad una.